# Aivar Anniste
Aivar Anniste (* 18. Februar 1980 in Põltsamaa) ist ein estnischer Fußballspieler.

## Karriere
2003 spielte Anniste für den Aufsteiger FC Valga in der Meistriliiga. In der regulären Saison erzielte er ein Elfmetertor. Der FC Valga belegt am Saisonende den siebenten und damit vorletzten Tabellenplatz. Dadurch musste Valga gegen Tervis Pärnu zwei Relegationsspiele um den Meistriliigaplatz bestreiten. Valga siegte insgesamt 5:2 (2:2 und 3:0), sicherte damit den Klassenerhalt und Anniste erzielte ein Tor. 2004 spielte er für Tulevik Viljandi und eine Saison später für JK Maag Tammeka Tartu ebenfalls in der Meistriliiga.
In der Saison 2006 spielte er für den norwegischen Club Hønefoss BK in der Adeccoligaen, der zweithöchsten Spielklasse. Er bestritt hier 19 Liga- und drei Pokalspiele.
Für die estnische Fußballnationalmannschaft lief Anniste 45 Mal auf und erzielte dabei drei Tore.